# VDSL2
VDSL2 (Very-high-bitrate Digital Subscriber Line 2) is in de telecommunicatie een technologie die gebruik maakt van het bestaande kopernetwerk, dat oorspronkelijk bedoeld was voor POTS-doeleinden. Het kan uitgerold worden vanuit een centrale (LEX) of vanuit een wijkkast (ROP) die in een woonwijk staat. 
VDSL2 is de meest recente standaard van de DSL-breedbanddiensten.
Het is ontworpen om de volledige ontplooiing van Triple Play-diensten te ondersteunen zoals spraak, data en hdtv.
Het is belangrijk dat het VDSL2-signaal afgetakt wordt op het eerste aansluitpunt waar de telefoonkabel binnenkomt. Op die plaats wordt ook een full-rate-splitter geplaatst die het VDSL2-signaal scheidt van het POTS-signaal.

## Standaard
ITU G.993.2 is een ITU-standaard voor DSL die VDSL2 definieert.

## Verbetering ten opzichte van ADSL
Bij VDSL2 wordt gebruikgemaakt van frequenties tot 30 MHz, terwijl bij ADSL slechts gebruik wordt gemaakt van frequenties tot 1 MHz. Door deze hogere bandbreedte is er een grotere dataoverdacht mogelijk.

## Snelheid
ITU-T G.993.2 (VDSL2) is een verbetering tegenover G.993.1 (VDSL) die zowel symmetrische (Full-Duplex) als asymmetrische doorvoersnelheden toelaat tot (som van upload en download) 200 Mbit/s, daarbij gebruikmakend van een bandbreedte tot 35 MHz.
VDSL2 raakt zeer snel verzadigd van het theoretische maximum van 250 Mbit/s bij de 'bron' tot 100 Mbit/s op 0,5 km en 50 Mbit/s op 1 km, maar raakt veel trager verzadigd vanaf daar en is dan nog steeds veel sneller dan VDSL. Beginnend vanaf 1,6 km is de prestatie gelijk aan die van ADSL2+. Doordat VDSL2 zowel vanuit de centrale als vanuit straatkasten verspreid wordt naar de eindgebruiker, wordt de theoretische maximumsnelheid in de praktijk beter benaderd dan bij ADSL en ADSL2. Doordat ook gebruikgemaakt wordt van wijkkasten en niet alleen centrales, zoals bij ADSL en ADSL2+, is de afstand tot de 'DSLAM' veel korter waardoor veel hogere snelheden mogelijk zijn.

## Profielen
De VDSL2-standaard definieert een breed spectrum aan profielen die gebruikt kunnen worden in verschillende VDSL-architecturen; in de centrale (VDSL-CO), in een straatkast (FTTC) of in een gebouw (FTTB).
| Profiel | Bandbreedte (MHz) | Aantal draaggolven | Bandbreedte per draaggolf (kHz) | Vermogen (dBm) | Max. doorvoer (Mbit/s, symmetrisch) |
| ------- | ----------------- | ------------------ | ------------------------------- | -------------- | ----------------------------------- |
| 8a      | 8,832             | 2048               | 4,3125                          | +17,5          | 50                                  |
| 8b      | 8,832             | 2048               | 4,3125                          | +20,5          | 50                                  |
| 8c      | 8,5               | 1972               | 4,3125                          | +11,5          | 50                                  |
| 8d      | 8,832             | 2048               | 4,3125                          | +14,5          | 50                                  |
| 12a     | 12                | 2783               | 4,3125                          | +14,5          | 68                                  |
| 12b     | 12                | 2783               | 4,3125                          | +14,5          | 68                                  |
| 17a     | 17,664            | 4096               | 4,3125                          | +14,5          | 100                                 |
| 30a     | 30                | 3479               | 8,625                           | +14,5          | 200                                 |
| 35b     | 35.328            | 8192               | 4.3125                          | +17.5          | 400                                 |

## Splitter
Om geen interferentie te krijgen tussen het VDSL2-signaal en andere signalen, bijvoorbeeld van een analoge telefoon, is het nodig om een splitter te plaatsen tussen de telefoonlijn en de VDSL2-modem. Voor VDSL2 moet een 'full-rate'-splitter gebruikt worden.

## Aanbieders

### België
In België wordt VDSL2 uitgerold en gebruikt door Proximus en andere providers die gebruik maken van het netwerk van Proximus via Wholesale. Het is de enige provider in België die de technologie uitrolt. Aanvankelijk werd het netwerk gebruikt voor het aanbieden van hdtv voor de dienst Proximus TV, maar nu wordt het ook gebruikt voor het aanbieden van hogesnelheidsinternet. Het VDSL2-netwerk van Proximus heeft sinds september 2014 een dekking van 90,1% van de bevolking van België. Proximus rolt glasvezel uit vanuit de centrales naar de wijkkasten, waardoor de lengte van het koperpaar vanaf het eerste glasvezelknooppunt tot het aansluitpunt thuis veel korter wordt. Proximus maakt gebruik van apparatuur geleverd door Nokia.
Een specifieke fysieke actieve VDSL2-aansluiting is te identificeren met een lijnnummer. Het lijnnummer kan de eindgebruiker opvragen door met een analoog telefoontoestel via de fysieke lijn te bellen naar 1924.

### Nederland
Tele2 was de eerste provider in Nederland die VDSL2 commercieel aanbood. Intussen is op het KPN wholesale netwerk ook standaard VDSL2 beschikbaar.
Ook particuliere klanten van KPN zijn nu al aangesloten met VDSL2 met profiel 17a of 35b (ook wel V-Plus genoemd), in enkele gevallen zal het 8b-profiel gebruikt worden.